# Victor Paillot de Loynes
Pour les articles homonymes, voir Paillot.
Victor Paillot de Loynes (16 novembre 1767, Troyes - 20 avril 1842, Troyes), est un homme politique français.

## Biographie
Frère de Jacques-Nicolas Paillot de Montabert et époux d'Élisabeth Louise de Loynes, Victor Paillot de Montabert était avocat dans sa ville natale, maire de Troyes de 1800 à 1803, membre du conseil général de l'Aube en 1804, conseil qu'il présida pendant vingt ans, s'occupa avec une grande sollicitude des intérêts de la région et demanda à l'empereur l'établissement du canal de la Haute-Seine. 
Il adhéra avec empressement au retour des Bourbons, fut élu, le 22 août 1815, député du grand collège de l'Aube, et fut réélu, le 4 octobre 1816. 
À la Chambre, il se montra le défenseur courageux des bonapartistes ou républicains de son département, se plaignit de l'indifférence dont les régions les plus éprouvées par l'invasion étaient victimes, obtint 1 440 000 francs d'indemnités pour réparer les désastres de la guerre, et fut le promoteur de la création d'une chambre de commerce à Troyes. 
Secrétaire de la Chambre et de la commission du budget, il fut nommé préfet de la Mayenne le 1er juin 1817, refusa ce poste, mais accepta en 1820 le poste de sécretaire-géneral de la préfecture de l'Aube sous le préfet Claude-Louis Bruslé de Valsuzenay.
Paillot conserva ses fonctions de préfet jusqu'à la révolution de juillet 1830. Il donna alors sa démission et renonça à la vie politique.

## Source
- « Victor Paillot de Loynes », dans Adolphe Robert et Gaston Cougny, Dictionnaire des parlementaires français, Edgar Bourloton, 1889-1891 [détail de l’édition]